# Supernova (película de 2000)
Supernova (en español se conoce también como Supernova: El fin del Universo) es una película de 2000 de ciencia ficción dirigida por Walter Hill. Está protagonizada por James Spader y Angela Bassett.

## Sinopsis
La película cuenta la historia de un equipo de búsqueda y rescate, que viaja por el espacio profundo a principios del siglo XXII a bordo de la nave médica Nightingale, para ofrecer respaldo y rescatar a los colonos del espacio, las empresas mineras que trabajan en actividades industriales en otros planetas, lunas, asteroides y cometas. 
Los tripulantes de la nave son el capitán y piloto A.J. Marley, el copiloto y segundo al mando Nick Vanzant, la oficial médico Kaela Evers, el técnico médico Yerzy Penalosa, la paramédico de búsqueda y rescate Danika Lund y el técnico en computación Benjamin Sotomejor, que fueron entrenados para ofrecer asistencia médicas en lugares remotos del espacio. 
En un momento determinado reciben una señal de socorro procedente de una luna a la deriva que se encuentra a años luz de distancia, para poder llegar tan lejos deben activar un sistema especial de transporte de salto espacial, en donde la tripulación debe permanecer aislada en unas cápsulas especiales, para evitar los efectos de la variación del espacio y el tiempo al viajar a tan alta velocidad por el espacio. 
Al llegar se encontrarán cerca de una estrella a punto de colapsar en supernova y tendrán un margen corto de tiempo para rescatar a los posibles supervivientes de la llamada de socorro y salir de allí a salvo. El capitán de la nave muere por una falla en la cápsula de aislamiento, el piloto asume el mando y trata de rescatar la nave que fue averiada por los efectos de la gravedad de la supernova. Los problemas no harán más que comenzar cuando encuentren al único superviviente, Karl Larson, poseedor de un extraño artefacto alienígena, que llega en una pequeña nave de rescate y trata de tomar el control de la nave espacial.
El capitán de la nave baja al cometa para tratar de encontrar combustible y cae en una trampa de Karl, que ahora trata de escapar con la nave y el artefacto alienígena, la oficial médico descubre con la ayuda de la computadora de la nave que es una bomba abandonada para que una civilización la encuentre y luego sea detonada, al provocar una reacción multidimensional que destruye un planeta y sistema solar más cercano que tiene solamente tres dimensiones. El capitán lograr regresar a la nave en una cápsula de escape abandonada en el cometa, detienen a Karl, lo matan y expulsan la bomba a la supernova.
Los tripulantes de la nave fueron asesinados por Karl, en el momento de tratar de escapar de la explosión de la supernova, Nick y Kaela deben compartir una sola cápsula, para evitar los efectos del salto espacial, la computadora les advierte de que los efectos son impredecibles. Al llegar la AI les informa que la cercanía de los cuerpos en la produjo un intercambio genético. Ahora Kaela posee un ojo de color azul (como los de Nick) y recibió además espermatozoides y está embarazada de una niña.

## Reparto
- James Spader como Nick Vanzant.
- Angela Bassett como Kaela Evers.
- Robert Foster como A.J. Marley
- Lou Diamond Phillips como Yerzy Penalosa.
- Peter Facinelli como Karl Larson.
- Robin Tunney como Danika Lund.
- Wilson Cruz como Benjamin Sotomejor.

## Producción
El guion fue escrito en 1991 y pasó de mano en mano hasta que Walter Hill fue elegido para rodarlo, quien sólo tuvo cinco semanas para adecuarse a la historia. Finalmente, fue despedido al pedir más presupuesto para la postproducción. El montaje fue luego completado por Jack Sholder y Francis Ford Coppola.

## Recepción
La película tenía expectativas de ser todo un éxito, pero los problemas de producción hicieron que acabara fracasando estrepitosamente en taquilla.